# Get Happy
Get Happy è una canzone composta da Harold Arlen, con i testi scritti da Ted Koehler. I temi della canzone fanno riferimento a un incontro cristiano-evangelico revivalista.
È la prima canzone che i due hanno scritto insieme, introdotta da Ruth Etting in The Nine-Fifteen Revue nel 1930.

## Nella cultura pop
La canzone fa il suo esordio con Judy Garland, con il quale è spesso associata rappresentata nel suo ultimo film Summer Stock (1950) e i numerosi concerti che l'hanno vista per il resto della sua vita. La versione da Summer Stock è rientrata alla posizione 61 nella lista AFI's 100 Years...100 Songs come uno dei migliori brani del cinema americano. Garland ha cantato questa canzone insieme a Barbra Streisand in un mash-up nel quale è incluso pure "Happy Days Are Here Again" nella serie The Judy Garland Show del 1963.
Nel 2010 nella serie Glee all'episodio "Duets", Lea Michele e Chris Colfer (nei rispettivi ruoli di Rachel Berry e Kurt Hummel) interpretano la versione del mash-up Garland-Streisand.
Nel film del 1970 Festa per il compleanno del caro amico Harold, oggi considerato come punto di riferimenti del cinema queer, il personaggio di Michael canta una strofa della canzone prima di dire: "Cosa c'è di più noioso di una regina che imita l'imitazione di Judy Garland?"
Nella seconda stagione de I segreti di Twin Peaks, Leland Palmer canta il brano alla cena di famiglia.
Nella settima stagione di Dr. House - Medical Division, episodio "Hollywood, Hollywood", Cuddy ha un bizzarro sogno dopo aver riscontrato sangue nelle urine. Nel sogno che ha durante il suo intervento, lei e House stanno cantando "Get Happy".
Una versione jazz strumentale eseguita dalla Abe Lyman's Brunswick Recording Orchestra è stata utilizzata come introduzione per i cartoni Merrie Melodies della Warner Bros. dal 1931 al 1933.
Talvolta la frase "Come on, get happy" presente in tal brano viene accidentalmente confusa con "C'mon Get Happy" presente nel tema musicale de "La famiglia Partridge".
Nel quinto episodio della seconda stagione della serie Broad City, intitolata Hashtag Fomo, l'attrice Abbi Jacobson canta "Get Happy" quando diventa ubriaca e si trasforma nel suo alter ego "Val".
Emily Blunt canta "Get Happy" nell'ottobre 2016 in una puntata del programma Saturday Night Live.

## Versioni notevoli
- Nat Shilkret (1933)
- Benny Goodman (1936)
- Art Tatum (1939)
- Red Norvo e il suo Selected Sextet (incluso Charlie Parker) (1945)
- Harry James voci di Doris Day – Young Man with a Horn (Columbia, 1950)
- Bud Powell – Jazz Giant (1950)
- Frankie Laine (1951)
- Frank Sinatra – Swing Easy! (1954)
- Bing Crosby canzone registrata nel 1955[3] utilizzata nel suo radio show e successivamente inclusa nel box set The Bing Crosby CBS Radio Recordings (1954-56) pubblicato da Mosaic Records (catalogo MD7-245) nel 2009.[4]
- Eddie Costa – Eddie Costa Vinnie Burke Trio (1956)
- Ella Fitzgerald – Ella Fitzgerald Sings the Harold Arlen Songbook (1961)
- Judy Garland con Barbra Streisand (medley con "Happy Days Are Here Again") – The Judy Garland Show (1963), più tardi rilasciato in Streisand's Duets (2002)
- Tony Bennett – Yesterday I Heard the Rain (1968)
- Dick Hyman – Blues In The Night: Dick Hyman Plays Harold Arlen (1990)
- June Christy – Day Dreams (1995), A Friendly Session, Vol. 3 (1998), Cool Christy (2002)
- Jane Horrocks – Little Voice (1998)
- Brad Mehldau – Anything Goes (2004)
- Rufus Wainwright – Rufus Does Judy at Carnegie Hall (2007)
- Johnny Dankworth – The Best Of Johnny Dankworth (2008)
- Lea Michele and Chris Colfer (medley con "Happy Days Are Here Again") – Glee (2010)
- Hugh Laurie e Lisa Edelstein – House "Bombshells" (2011)
- Billy Porter e Cyndi Lauper (medley con "Happy Days Are Here Again") - Billy’s Back on Broadway (2014)
- Rebecca Ferguson – Lady Sings the Blues (2015)
- Lady Gaga – Harlequin (2024)
- Nick Cave – Joker: Folie à Deux (Music from the Motion Picture) (2024)